# Baladas pa un sordo
Baladas pa un sordo es el quinto disco del grupo de rock español Porretas lanzado en 1997. 
Este trabajo les hizo ser conocidos en toda la península gracias a su canción Marihuana, tema que, posiblemente, sea el más conocido de la banda.

## Lista de canciones
1. Vas por libre
2. El charlatán
3. Marihuana
4. Si lo sé me meo
5. Tontolculo
6. Haciendo el ganso
7. Los doce mandamientos
8. Vaya día, Jeremías
9. Sucias mentiras
10. Hortaleza
11. Cartas
12. Jodido futuro
13. Sin ganas de hacer na

## Formación
- Rober: voz y guitarra.
- El Bode: guitarra.
- Pajarillo: bajo y voz.
- Luis: batería.